# Полінік

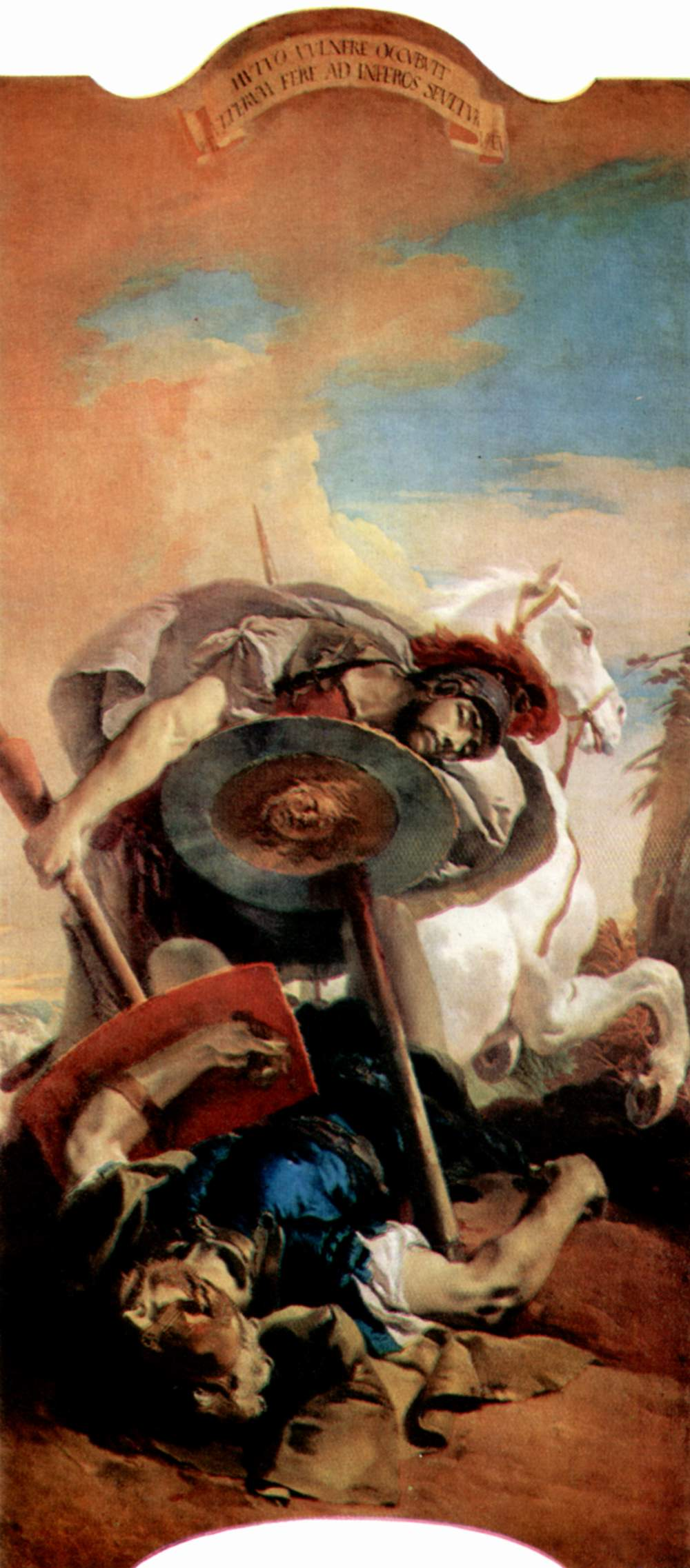
Етеокл і Полінік

Поліні́к (грец. Πολυνικης) — син фіванського володаря Едіпа та Іокасти, брат Етеокла й Антігони.